# 大克洛奇科沃农村居民点
大克洛奇科沃农村居民点（俄语：Большеклочковское сельское поселение）是俄罗斯联邦伊万诺沃州捷伊科沃区所属的一个农村居民点。其下辖有31个居民点，行政中心为大克洛奇科沃。据2016年统计，该农村居民点的人口为1761人。